# Hu Jintao
Hu Jintao (în chineză simplificată: 胡锦涛; chineză tradițională: 胡錦濤; pinyin: Hú Jǐntāo/Hú Jǐntáo; n. 21 decembrie 1942, Jiangyan District⁠(d), Jiangsu, Republica Populară Chineză) este fostul lider suprem al Republicii Populare Chineze, care a deținut în același timp funcțiile de Secretar General al Partidului Comunist Chinez din 2002 până în 2012, Președinte al Republicii Populare Chineze din 2003 până în 2013 și Șef al Comisiei Militare Centrale din 2004 până în 2013, succedând în aceste funcții lui Jiang Zemin.